# Давид Стефаунссон
Давид Стефаунссон (ісл. Davíð Stefánsson; нар. 21 січня 1895 — пом. 1 березня 1964) — один з найпопулярніших письменників і поетів Ісландії першої половини XX століття. Давид найбільш відомий своєю першою збіркою віршів «Чорне пір'я» (ісл. Svartar fjaðrir) та п'єсою «Позолочені ворота» (ісл. Gullna hliðið).

## Біографія
Давид народився 21 січня 1895 року в невеликому селищі Фагрискоугюр (букв. — «найкрасивіший ліс») на узбережжі Гальмастренда на західній стороні Ейяф'єрдюра. Його батьками були Стефаун Бальдвін Стефаунссон, фермер, а потім член Альтінга, і Рагнгейдюр Давідсдоттір. Через хворобу у 1911 році раніше терміну закінчив навчання у середній школі в Акурейрі, потім деякий час лікував плеврит у туберкульозній лікарні у Віфільстадірі біля Рейк'явіка.
У 1915-16 роках Давид жив і навчався у Копенгагені, Данія, де разом з іншими молодими ісландцями заснував поетичну асоціацію «Boðn». Там він познайомився з ісландським літературним критиком Сигюрдюром Нордалом, який був зачарований творчістю Давида і у 1916—1919 роках опублікував сім його віршів у журналах «Eimreiðinn» і «Iðunn».
Після повернення до Ісландії у 1916 році Давид вступив до коледжу в Рейк'явіку, який він закінчив навесні 1919 року. У 1919—1920 роках Давид вивчав філософію в Університеті Ісландії та працював секретарем в Альтінгу. Незадовго до кінця 1919 року вийшла друком його перша збірка віршів «Чорне пір'я» (ісл. Svartar fjaðrir). Книга стала дуже популярною серед ісландців та отримала схвальні відгуки. Його вірші вважалися жорстокими та емоційними, а казковий стиль був захопливим і, як вважалося, вивільняв пригнічені бажання та навіть пробуджував сексуальність, попри те, що самі вірші не мали жодного сексуального контексту.
Наступні кілька років Давид багато подорожував. У 1920 році він знову побував у Копенгагені, потім жив в Італії у 1920—1921 роках та у Норвегії у 1923—1924 роках. Вірші у двох його збірках — «Вірші» (ісл. Kvæði) 1922 року та «Побажання» (ісл. Kveðjur) 1924 року, багато в чому були натхненні його мандрівками. У 1928 році разом із делегацією ісландських комуністів Давид відвідав Радянський Союз. Хоча йому не зовсім сподобалося побачене, але все ж таки після цієї поїздки він зацікавився соціалізмом і надалі, як і багато ісландських письменників тієї пори, Давид став дотримуватися лівих, соціалістичних поглядів.
У 1925 році Давид влаштувався на постійну роботу бібліотекарем у бібліотеці в Акурейрі та пропрацював там до 1951 року. У 1955 році, до шістдесятиріччя поета, Давид отримав звання почесного громадянина Акурейрі.
У 1926 році він написав роман «Монахи у Мерюведлір» (ісл. Munkarnir á Möruvöllum), у 1941 році — роман «Ісландський Солон» (рос. Sólon Íslandus) про Сельві Гельгасона, мрійливого ісландського бродягу XIX століття, чиї інтелектуальні амбіції були задушені суспільством. Свою першу успішну п'єсу «Позолочені ворота» (ісл. Gullna hliðið) Давид написав у 1941 році, у 1944 році була видана п'єса «Зброя богів» (ісл. Vopn guðanna), у 1953 році — «Забута країна» (ісл. Landið gleymda).
Помер Давид неодруженим і бездітним в Акурейрі 1 березня 1964 року у віці 69 років. Його поховали біля церкви в Мерюведлір у Геградалюрі, що на західному березі Ейяф'єрдюру.

## Творчість
Книги віршів:
- Svartar fjaðrir (1919; укр. «Чорне пір'я»)
- Kvæði (1922; укр. «Вірші»)
- Kveðjur (1924; укр. «Побажання»)
- Ný kvæði (1929; укр. «Нові вірші»)
- Í byggðum (1933; укр. «У селищах»)
- Að norðan (1936; укр. «З півночі»)
- Ný kvæðabók (1947; укр. «Нова книга віршів»)
- Ljóð frá liðnu sumri (1956; укр. «Вірші з минулого літа»)
- Í dögun (1960; укр. «На світанку»)
- Síðustu ljóð (видана посмертно у 1966; укр. «Останні вірші»)

П'єси та романи:
- Munkarnir á Möðruvöllum (1926; укр. «Монахи в Модрюведлір»)
- Gullna hliðið (1941; укр. «Позолочені ворота»)
- Sólon Íslandus (1941; укр. «Ісландський Солон»)
- Vopn guðanna (1944; укр. «Зброя богів»)
- Landið gleymda (1953; укр. «Земля забутих»)

Збірники статей та нарисів:
- Ávarp Fjallkonunnar (1954; укр. «Мова гірських жінок»)
- Mælt mál (1963; укр. «Вказана проблема»)

## Літературна премія
У 1991—1997 роках Товариство ісландських письменників (ісл. Félag íslenskra rithöfunda) щороку присуджувала «Перо Давида» (ісл. Davíðspennann) — літературну премію імені Давида Стефаунссона, який був одним із засновників товариства у 1945 році.